# Photedes procera
Photedes procera là một loài bướm đêm trong họ Noctuidae.